# Sebah Hownanian
Sebah Hownanian, Sebouh Hovnanian – libański polityk, lekarz-dentysta, ormiańskiego pochodzenia, członek władz Armeńskiej Federacji Rewolucyjnej (Dasznak). W latach 1996–2005 sprawował mandat deputowanego libańskiego parlamentu. Od 2000 do 2005 był ministrem młodzieży i sportu w rządach Rafika al-Haririego i Umara Karamiego.